# Jaime Lorente
Jaime Lorente López (Murcia, 12 dicembre 1991) è un attore spagnolo noto principalmente per il ruolo di Denver nella serie televisiva La casa di carta e di Nano nella serie tv Élite.

## Biografia
Jaime Lorente López è un attore diplomato alla Scuola superiore di arte drammatica di Murcia. Oltre a dedicarsi all'interpretazione, il giovane pratica anche danza contemporanea e scherma, ma la sua passione è recitare. Inoltre, ha partecipato a numerose commedie come El público ed è anche andato in tournée in paesi americani grazie a La venganza de las mujeres nel 2013.
Per quanto riguarda la televisione, la sua carriera da attore è iniziata nel 2016 con Antena 3, dove ha ottenuto un ruolo ne Il segreto, interpretando Elías Mato. Nel 2017 ha fatto parte del cast principale de La casa di carta, serie in cui interpreta Denver. Con questo ruolo ha raggiunto la fama mondiale, grazie alla trasmissione della serie in diversi paesi attraverso Netflix. Nel 2018 Netflix lo annuncia come membro del cast di Élite, dove interpreta Nano. Nel 2020 è il protagonista della serie El Cid per Prime Video in cui ricopre il ruolo del condottiero medievale Rodrigo Díaz de Vivar. Più breve è la sua carriera cinematografica, avendo ricoperto ruoli in film come Tutti lo sanno e La sombra de la ley.
Nel 2019 debutta nell'editoria con la raccolta di poesie A propósito de tu boca.
A teatro nel 2020 ha portato in scena il monologo Matar Cansa.
Nel 2020 esordisce nel mondo della musica pubblicando il singolo Corazón seguito l'anno successivo da Mirando al Sol.

## Vita privata
Dal 2018 al 2021 ha avuto una relazione con l'attrice María Pedraza, che ha conosciuto sul set della serie televisiva La casa di carta.
A novembre 2021 è nata la sua primogenita, Amaia, avuta dalla sua compagna Marta Goenaga e a maggio del 2023 è nato il loro secondogenito, Luca.

## Filmografia

### Cinema
- Historias románticas (un poco) cabronas, regia di Alejandro González Ygoa (2016)
- Tutti lo sanno, regia di Asghar Farhadi (2018)
- Gun City[5], regia di Dani de la Torre (2018)
- Chi porteresti su un'isola deserta? (¿A quién te llevarías a una isla desierta?), regia di Jota Linares (2019)
- Sogno olimpico (42 segundos), regia di Alex Murrull e Dani De La Orden (2022)
- Tin & Tina, regia di Rubin Stein (2023)

### Televisione
- Il segreto - serie TV, 27 episodi (2016)
- La casa di carta - serie TV, 43 episodi (2017-2021)
- Élite - serie TV, (2018-2019)
- El Cid - serie TV, (2020)
- Mano de hierro - serie TV, (2024)

## Doppiatori italiani
Nelle versioni in italiano delle opere in cui ha recitato, Sergi Lopez è stato doppiato da:
- Flavio Aquilone ne La casa di carta, El Cid, Sogno olimpico
- Gabriele Sabatini in Élite, Mano de Hherro
- David Vivanti ne Il segreto
- Davide Perino in Tutti lo sanno, Tin & Tina
- Raffaele Carpentieri in Chi porteresti su un'isola deserta?